# Maimi Yajima
Maimi Yajima (矢島舞美, Yajima Maimi), née le 7 février 1992 à Saitama (Japon), est une chanteuse et idole japonaise, membre et leader du groupe de J-pop °C-ute affilié au Hello! Project du producteur Tsunku.

## Biographie
Maimi Yajima débute en 2002, sélectionnée après une audition dans le cadre du Hello! Project Kids, et participe aux groupes provisoires ZYX en 2003 et H.P. All Stars en 2004, avant de rejoindre en 2005 le nouveau groupe régulier °C-ute. Elle forme un duo avec Natsumi Abe le temps d'un single en 2008, sur le thème de leur différence d'âge (16sai no Koi Nante - 16 janvier 2008). Elle anime l'émission de radio des °C-ute, "Cutie Party", et participe en parallèle au groupe provisoire High-King en 2008. Elle fait aussi partie de l'équipe de futsal du H!P Gatas Brilhantes H.P. depuis 2007. En 2009, elle fait partie en parallèle du sous-groupe Bello! avec Erika Umeda de °C-ute et Yurina Kumai de Berryz Kobo, un groupe formé sur le modèle de Buono! mais qui ne sortira pas de disques.
Cute se sépare en juin 2017 ; Yajima est alors transférée le mois suivant du Hello! Project au M-line club où elle continue sa carrière, comme trois autres membres du groupe.

## Groupes
Au sein du Hello! Project
- Hello! Project Kids (2002–2017)
- ZYX (2003)
- H.P. All Stars (2004)
- Hello! Project Akagumi (2005)
- °C-ute (2005–2017)
- Wonderful Hearts (2006–2009)
- High-King (2008–2009)
- Bello! (2009)
- Ganbarō Nippon Ai wa Katsu Singers (2011)
- Bekimasu (2011)
- Hello! Project Mobekimasu (2011)
- DIY♡ (2012)
- Cat's Eye 7 (2012)
- Mellowquad (2013)

## Discographie

### Avec °C-ute
Albums
- 25 octobre 2006 : Cutie Queen Vol. 1
- 18 avril 2007 : 2 Mini ~Ikiru to Iu Chikara~
- 12 mars 2008 : 3rd ~Love Escalation!~
- 28 janvier 2009 : 4 Akogare My Star
- 18 novembre 2009 : Cute Nan Desu! Zen Single Atsumechaimashita! 1
- 24 février 2010 : Shocking 5
- 6 avril 2011 : Chō Wonderful 6
- 8 février 2012 : Dai Nana Shō Utsukushikutte Gomen ne
- 21 novembre 2012 : 2 °C-ute Shinsei Naru Best Album
- 4 septembre 2013 : 8 Queen of J-Pop
- 23 décembre 2015 : Cmaj9
- 3 mai 2017 : Complete Single Collection

Singles
- 6 mai 2006 : Massara Blue Jeans
- 3 juin 2006 : Soku Dakishimete
- 9 juillet 2006 : Ōkina Ai de Motenashite
- 29 juillet 2006 : Wakkyanai (Z)
- 21 février 2007 : Sakura Chirari
- 11 juillet 2007 : Meguru Koi no Kisetsu
- 17 octobre 2007 : Tokaikko Junjō
- 27 février 2008 : Lalala Shiawase no Uta
- 20 mars 2008 : Koero! Rakuten Eagles
- 23 avril 2008 : Namida no Iro
- 30 juillet 2008 : Edo no Temari Uta II
- 26 novembre 2008 : 'Forever Love
- 15 avril 2009 : Bye Bye Bye!
- 1er juillet 2009 : Shochū Omimai Mōshiagemasu
- 16 septembre 2009 : Everyday Zekkōchō!!
- 6 janvier 2010 : Shock!
- 28 avril 2010 : Campus Life ~Umarete Kite Yokatta~
- 25 août 2010 : Dance de Bakōn!
- 13 octobre 2010 : Akuma de Cute na Seishun Graffiti
- 1er décembre 2010 : Aitai Lonely Christmas
- 23 février 2011 : Kiss Me Aishiteru
- 25 mai 2011 : Momoiro Sparkling
- 7 septembre 2011 : Sekaiichi Happy na Onna no Ko
- 18 avril 2012 : Kimi wa Jitensha Watashi wa Densha de Kitaku
- 5 septembre 2012 : Aitai Aitai Aitai na
- 6 février 2013 : Kono Machi
- 3 avril 2013 : Crazy Kanzen na Otona
- 10 juillet 2013 : Kanashiki Amefuri / Adam to Eve no Dilemma
- 6 novembre 2013 : Tokai no Hitorigurashi / Aitte Motto Zanshin
- 5 mars 2014 : Kokoro no Sakebi o Uta ni Shitemita / Love Take It All
- 16 juillet 2014 : The Power / Kanashiki Heaven (Single Version)
- 19 novembre 2014 : I Miss You / The Future
- 1er avril 2015 : The Middle Management ~Josei Chūkan Kanrishoku~ / Gamusha Life / Tsugi no Kado wo Magare
- 28 octobre 2015 : Arigatō ~Mugen no Yell~ / Arashi wo Okosunda Exciting Fight!
- 20 avril 2016 : Jinsei wa Step / Hito wa Naze Arasoun Darō / Summer Wind
- 2 novembre 2016 : Mugen Climax / Ai wa Maru de Seidenki / Singing ~Ano Koro no You ni~
- 29 mars 2017 : To Tomorrow / Final Squall / The Curtain Rises

### Autres participations
Singles
- 6 août 2003 : Iku ZYX! Fly High (avec ZYX)
- 10 décembre 2003 : Shiroi Tokyo (avec ZYX)
- 1er décembre 2004 : All for One & One for All! (avec H.P. All Stars)
- 11 juin 2008 : C\C (Cinderella\Complex) (avec High-King)
- 22 juin 2011 : Ai wa Katsu (avec Ganbarou Nippon Ai wa Katsu Singers)
- 6 août 2011 :  Makeru na Wasshoi! (avec Bekimasu), sortie limitée et ré-éditée le 21 décembre 2011
- 16 novembre 2011 : Busu ni Naranai Tetsugaku (avec Hello! Project Mobekimasu)
- 7 novembre 2012 : Forefore ~Forest For Rest~ / Boys be ambitious! (フォレフォレ~Forest For Rest~) (DIY♡ / Green Fields)
- 7 novembre 2012 : CAT'S♥EYE (avec Cat's Eye 7)
- 7 août 2013 : Lady Mermaid / Eiya-sa! Brother / Kaigan Shisou Danshi (avec Dia Lady, Mellowquad, HI-FIN)

### Autres chansons
- 15 juillet 2009 : Diamond (Chanpuru 1 ~Happy Marriage Song Cover Shū~) du Hello! Project avec High-King
- 5 novembre 2009 : Destiny Love (Petit Best 10 du Hello! Project avec High-King

## Filmographies
Films
- 2002 : Koinu Dan no Monogatari (仔犬ダンの物語)
- 2009 : Fuyu no Kaidan ~Boku to Watashi to Obaachan no Monogatari~ (冬の怪談 ~ぼくとワタシとおばあちゃんの物語~)
- 2011 : Black Angels (ブラック・エンジェルズ)
- 2011 : Ousama Game (王様ゲーム) (as Hamura Reiko)
- 2012 : Zomvideo (ゾンビデオ)
- 2012 : Black Angels 2 (ブラック・エンジェルズ2)
- 2012 : Black Angels 3 (ブラック・エンジェルズ3)

Dramas
- 2011 : Mannequin Girls (マネキン・ガールズ)
- 2012 : Suugaku♥Joushi Gakuen (数学♥女子学園)

Internet
- 2011 : Michishige Sayumi no "Mobekimasutte Nani??" (道重さゆみの『モベキマスってなに？？』)

## Divers
Programmes TV
- 2002–2007 : Hello! Morning (ハロー! モーニング)
- 2007–2008 : Haromoni@ (ハロモニ@)
- 2008 : Berikyuu! (ベリキュー!)
- 2008–2009 : Yorosen! (よろセン!)
- 2009 : Bijo Houdan (美女放談) (2 episodes)
- 2010– : Piramekiino G (ピラメキーノG) ("Zakkuri Senshi Piramekid" corner)
- 2010–2011 : Bijo Gaku (美女学)
- 2011–2012 : HELLOPRO! TIME (ハロプロ！ＴＩＭＥ)
- 2012– : Hello! SATOYAMA Life (ハロー！ＳＡＴＯＹＡＭＡライフ)

DVD
- 29 avril 2009 : 17's
- 23 juin 2010 : Fix no E (Fixの絵)
- 31 mars 2011 : Umikaze (海風)
- 30 août 2011 : a foggy doll
- 30 septembre 2011 : a rainy day
- 12 novembre 2011 : Imagine Classic
- 15 juin 2012 : Yajima Maimi & Suzuki Airi Acoustic Live at Yokohama BLITZ
- 19 décembre 2012 : Chelsie
- 24 décembre 2013 : Smiling sky
- 9 avril 2014 : Blue Wind

Comédies musicales et théâtres
- 2009 : Romantic ni Yoroshiku (ロマンチックにヨロシク)
- 2010 : Ran (らん)
- 2011 : Ran-2011 New Version!!- (らん―2011New version!!―)
- 2011 : Real Etude Minna no Ie (リアルエチュード　みんなの家)
- 2012 : Theater in The Round (青山円形劇場)
- 2012 : Cat's Eye (キャッツ・アイ)
- 2012 : Sugar Spot (シュガースポット)
- 31 mai au 11 juin 2013 : Taklamakan（タクラマカン）

MV
- 2007 : Buono! - "Honto no Jibun" (ホントのじぶん)

Radio
- 2006-2008 : CUTIE PARTY
- 2008- :°C-ute Yajima Maimi no I My Me Maimi~ (℃-ute矢島舞美のI My Me まいみ~)

Photobooks
- 27 avril 2007 : Maimi (舞美)
- 27 janvier 2008 : Sou Sora (爽・空)
- 20 avril 2009 : 17
- 24 mars 2010 : Hello! Project BEST SHOT!! (avec Erina Mano, Risako Sugaya, Airi Suzuki, Momoko Tsugunaga )
- 5 juin 2010 : Yajima Maimi Shashinkan 2008-2010 (矢島舞美写真館 2008-2010)
- 27 novembre 2011 : Tabioto (タビオト)
- 27 novembre 2012 : Hatachi（ハタチ）
- 27 mai 2013 : My museum（マイミュージアム）
- 15 octobre 2013 : Glass to Mizu（ガラスと水）
- 27 mars 2014 : PURE EYES
- 21 août 2015 : Nobody knows23

Livres
- 27 avril 2015 : Yajimap Sweets

## Liens
- Fiche officielle avec ℃-ute